# Асаул Анатолій Миколайович
Анато́лій Микола́йович Асау́л (* 1948) — заслужений будівельник РФ, заслужений діяч науки РФ, професор, доктор економічних наук.

## Життєпис
Народився 1948 року в Решетилівці, закінчив решетилівську ЗОШ. 1966 року поїхав у Ленінград, закінчив інститут інженерів залізничного транспорту. Пройшов строкову службу в РА.
Працював в будівельній індустрії, працював робітником, пройшов шлях до президента проектно-будівельного об'єднання «Леноблагробуд».
Професор Санкт-Петербурзького Державного архітектурно-будівельного університету; почесний академік будівельного комплексу Росії.
Дійсний член Міжнародної академії інвестицій та економіки будівництва.
Є автором 12-ти підручників з грифами Міністерства освіти Росії та України, 8-ми монографій, близько 200 публікацій.
Проживає в місті Санкт-Петербург.
Бере активну участь в житті спільноти українців Санкт-Петербурга, опікується школою слов'янських мов. Став ініціатором дитячих фестивалів української пісні, бере участь в Шевченківських днях.
Займається меценатством — за підтримки родини Асаулів зведена Свято-Миколаївська церква. Його коштом для Решетилівської центральної бібліотеки придбано оргтехніку, подарував до бібліотечного фонду понад 30 примірників його книжок та наукових робіт. Надавав допомогу у створенні музею школи.

## Нагороди та вшанування
- Орден преподобного Іллі Муромця
- Почесний громадянин Решетилівського району (10.1.2006).